# 陳爽
陳爽（英語：Sherry Chen Shuang，1983年6月21日—），加拿大籍華人，香港前女演員，籍貫黑龍江省哈爾濱，曾在2007年度國際中華小姐競選季軍，前無綫電視合約女藝員，曾為TVB8主持人。

## 簡歷
陳爽2002年到多倫多留學，首先在約克大學修讀經濟學，其後以優異的成績轉到多倫多大學就讀；在學期間曾當國際交換生，到香港大學及牛津大學修讀暑假海外課程，分別選修國際管理及法律學。她亦曾擔任多倫多大學中國大學生聯合會副主席，並在2004年代表多倫多參加首屆中國大學生和平大使總決賽奪得冠軍。
2007年参加國際中華小姐競選後加入無綫電視，出演多部無綫電視劇集，亦擔任節目主持。2012年初約滿無綫電視後離開，於香港航空任職營業及市場部企業銷售經理。2012年6月，陳爽重返無綫電視拍攝劇集《衝上雲霄II》，该剧在2013年7月首播。
2012年12月，陳爽与圈外金融才俊梁梓轩结婚。2014年10月24日，她在微博宣布于10月19日诞下一子梁梓熙，母子平安。同年底順利成爲香港永久居民，並創立觀頤骨膠原專門店。2016年11月2日，陳爽宣佈再度懷孕。

## 獎項
- 2004年 首屆中國大學生和平大使總決賽冠軍
- 2005年  中华小姐环球大赛 -50强入围选手
- 2006年 多倫多華裔小姐冠軍
- 2006年 多倫多華裔小姐健康美態獎
- 2007年 國際中華小姐季軍

## 演出作品

### 節目主持(無綫電視TVB8)
- 《玩美主意》
- 《食神辦桌》
- 《娛樂最前線》
- 《娛樂金剛圈》
- 《時尚進行式》
- 《環抱冬之魅力》
- 《家燕媽媽的綠色聖誕》
- 《是·不是米其林》
- 《造？世界》
- 《又一城·秋之風尚》
- 《澳門钜輪》
- 《又一城·喜悦迎新岁》
- 《掌故王》(无线电视翡翠台)
- 《2009中国建设银行在港机构周年晚宴---鼓舞同心建未来》
- 《2009紫荆花杯杰出企业家奖》颁奖典礼

### 電視劇（無綫電視）
| 首播   | 劇名               | 角色          |
| 2008年 | 溏心風暴之家好月圓 | 手機模特      |
| 2009年 | ID精英             | Julie         |
| 2010年 | 女王辦公室         | 白 米         |
| 2010年 | 談情說案           | 張美兒        |
| 2010年 | 女人最痛           | 婦科護士      |
| 2010年 | 讀心神探           | 女知客        |
| 2011年 | 誘情轉駁           | 莎 莎         |
| 2011年 | 依家有喜           | 台灣美女      |
| 2011年 | 你們我們他們       | 嘉 慧         |
| 2011年 | 女拳               | 壯年剛妻      |
| 2011年 | 萬凰之王           | 琳貴人        |
| 2013年 | 衝上雲霄II         | 羅 莎（Rosa） |

### 電視劇（其他）
2009年
- 香港电台《有房出租》冰冰（第7集）

2011年
- 香港電台《有房出租》(第二輯) 冰冰（第16集）

2013年
- 香港電台《反斗普通話》(第八集)《表錯三日情》 嚴花

2021年
- ViuTV《太平紋身店》 北村幸

### 電影
2009年
- 《LAUGHING GOR之變節》飾 黎天一女友

2010年
- 《翡翠明珠》 飾 宮女

### MV演出
2009年
- 孙耀威《众伤》
- 梁汉文《痛快》

## 外部連結
- 陳爽的新浪微博（繁體中文）
- 陳爽的Facebook專頁
- 陳爽的Instagram帳戶